# لاینوود (ویرجینیای غربی)
لاینوود (به انگلیسی: Linwood) یک منطقهٔ مسکونی در ایالات متحده آمریکا است که در شهرستان پوکاهانتس، ویرجینیای غربی واقع شده‌است. لاینوود ۸۹۸٫۸۷ متر بالاتر از سطح دریا قرار دارد.